# Robert Guillaume
Robert Guillaume (St. Louis, Missouri, 1927. november 30. – Los Angeles, Kalifornia, 2017. október 24.) kétszeres Primetime Emmy-díjas amerikai színész és énekes.

## Élete
Guillaume Robert Peter Williams néven született a Missouri állambeli St. Louisban egy alkoholista anyától. Miután az anyuka elhagyta, őt és több testvérét nagyanyjuk, Jeannette Williams nevelte fel. A St. Louis-i Egyetemen és a St. Louis-i Washington Egyetemen tanult, majd az Egyesült Államok hadseregében szolgált, mielőtt színészi karriert futott be. A Guillaume (a francia William) vezetéknevet vette fel művészneveként.

## Magánélete
Guillaume kétszer volt házas, először 1955-ben Marlene Williamsszel, akitől két fia született, Kevin és Jacques. Guillaume a házassága idejének nagyrészét a karrierje építésével töltötte, így a pár 1984-ben elvált. 1980-ban született lányát, Melissát az édesanyjával, Patriciával együtt nevelte fel. Ezt követően 1986-ban feleségül vette Donna Brownt; a párnak egy lánya született, Rachel.
Fia, Jacques 1990. december 23-án, 32 éves korában halt meg az AIDS szövődményeiben.
1999-ben Guillaume stroke-ot kapott, miközben a kaliforniai Burbankben, a Walt Disney stúdióban az Esti meccsek című film forgatásán dolgozott. Az agyvérzése kisebb mértékű volt, viszonylag enyhe károsodást okozott, és kevés hatással volt a beszédére. A kórházban töltött hat hét után sétákból és edzőtermi foglalkozásokból álló terápiának vetette alá magát.

## Halála
Guillaume 2017. október 24-én halt meg prosztatarákban a kaliforniai Los Angelesben lévő otthonában.

## Kitüntetések
Guillaume-nak van egy csillaga a St. Louis-i Hírességek sétányán. 1984. november 28-án Guillaume csillagot kapott a Hollywood Walk of Fame-en a televíziós iparágban végzett munkájáért.

## Filmjei

### Mozifilmek
- Super Fly T.N.T. (1973)
- Hárman a slamasztikában (Seems Like Old Times) (1980)
- Prince Jack (1984)
- Foglalkozása: Fejvadász (Wanted: Dead or Alive) (1987)
- Furfangos kung-fu mester (They Still Call Me Bruce) (1987)
- Kőkemény diri (Lean on Me) (1989)
- Börtöncsapda (Death Warrant) (1990)
- Meteorember (The Meteor Man) (1993)
- Az oroszlánkirály (The Lion King) (1994, hang)
- Drágám, add az életed! (Spy Hard) (1996)
- Elnökcsemete (First Kid) (1996)
- Az oroszlánkirály 2. – Simba büszkesége (The Lion King II: Simba's Pride) (1998, hang)
- A cég nevében (Silicon Towers) (1999)
- Őslények országa 8: A nagy fagy (The Land Before Time VIII: The Big Freeze) (2001, hang)
- Hüvelyk Matyi és Hüvelyk Panna kalandjai (The Adventures of Tom Thumb & Thumbelina) (2002, hang)
- 13th Child (2002)
- Nagy Hal (Big Fish) (2003)
- Az oroszlánkirály 3. – Hakuna Matata (The Lion King 1½) (2004, hang)
- The Secrets of Jonathan Sperry (2008)
- Satin (2011)
- Sose bízz a szomszédodban! (Columbus Circle) (2012)
- Off the Beach (2013, rövidfilm)

### Tv-filmek
- Porgy in Wien (1966)
- The Kid from Left Field (1979)
- Bob Hope in the Starmakers (1980)
- Purlie (1981)
- The Kid with the Broken Halo (1982)
- The Kid with the 200 I.Q. (1983)
- Észak és Dél (North and South) (1985)
- Christmas (1986)
- Perry Mason – A botrányos csirkefogó esete (Perry Mason: The Case of the Scandalous Scoundrel) (1987)
- The Penthouse (1989)
- A 191-es járat rejtélyes katasztrófája (Fire and Rain) (1989)
- Gyilkosság indíték nélkül (Murder Without Motive: The Edmund Perry Story) (1992)
- Driving Miss Daisy (1992)
- Mastergate (1992) (TV Movie)
- You Must Remember This (1992)
- Vén kopók (Greyhounds) (1994)
- Cosmic Slop (1994)
- A préri vad gyermekei (Children of the Dust) (1995)
- Lamb Chop's Chanukah and Passover Surprise (1996)
- A megálmodott futás (Run for the Dream: The Gail Devers Story) (1996)
- Pánik a felhők felett (Panic in the Skies!) (1996)
- Vírus a 66-os járaton (Pandora's Clock) (1996)
- Crystal Cave (1996)
- Alchemy (1996)
- Merry Christmas, George Bailey (1997)
- His Bodyguard (1998)

### Tv-sorozatok
- Julia (1969, egy epizódban)
- Marcus Welby, M.D. (1970, egy epizódban)
- Sanford and Son (1975, egy epizódban)
- All in the Family (1975, egy epizódban)
- The Jeffersons (1975, egy epizódban)
- Good Times (1977, egy epizódban)
- Soap (1977–1980, 50 epizódban)
- Benson (1979–1986, 159 epizódban)
- Szerelemhajó (The Love Boat) (1980–1981, három epizódban)
- Hotel (1986, egy epizódban)
- Tell Vilmos (Crossbow) (1987, két epizódban)
- The Robert Guillaume Show (1989, 12 epizódban)
- Pacific Station (1991–1992, 13 epizódban)
- A Different World (1991–1992, három epizódban)
- Fish Police (1992, hang, hat epizódban)
- L.A. Law (1992, egy epizódban)
- Jack's Place (1992, egy epizódban)
- The Addams Family (1993, hang, egy epizódban)
- Halálbiztos diagnózis (Diagnosis Murder) (1993, egy epizódban)
- Saved by the Bell: The College Years (1993, egy epizódban)
- Burke's Law (1994, egy epizódban)
- A bolygó kapitánya (Captain Planet and the Planeteers) (1994, hang, egy epizódban)
- Kaliforniába jöttem (The Fresh Prince of Bel-Air) (1994, egy epizódban)
- Timon és Pumbaa (1995–1999, 12 epizódban)
- Happily Ever After: Fairy Tales for Every Child (1995–2000, 36 epizódban)
- Családban marad (Sparks) (1996, egy epizódban)
- Az ígéret földje (Promised Land) (1996, egy epizódban)
- Goode Behavior (1997, egy epizódban)
- Angyali érintés (Touched by an Angel) (1997, egy epizódban)
- Végtelen határok (The Outer Limits) (1998, egy epizódban)
- Esti meccsek (Sports Night) (1998–2000, 45 epizódban)
- Moesha (2000, egy epizódban)
- The Proud Family (2002, hang, egy epizódban)
- Pimaszok, avagy kamaszba nem üt a mennykő (8 Simple Rules... for Dating My Teenage Daughter) (2003, egy epizódban)
- Century City – A jövő fogságában (Century City) (2004, egy epizódban)
- Storyline Online (2008, egy epizódban)
- CSI: A helyszínelők (CSI: Crime Scene Investigation) (2008, egy epizódban)
- Wanda Sykes Presents Herlarious (2013)

## Díjai
- Emmy-díj a legjobb férfi mellékszereplőnek (vígjáték tévésorozat) (1979)[14]
- Emmy-díj a legjobb férfi főszereplőnek (vígjáték tévésorozat) (1985)[14]
- Grammy-díj (1995, Best Spoken Word Album for Children)[15]

## További információ
- Hivatalos oldal
- Robert Guillaume a PORT.hu-n (magyarul)
- Robert Guillaume az Internetes Szinkronadatbázisban (magyarul)
- Robert Guillaume az Internet Movie Database-ben (angolul)
- Robert Guillaume a Rotten Tomatoeson (angolul)